# Bolesławiec
Bolesławiec (česky Boleslav, Slezská Boleslav, Buncslav, nověji též Boleslavec, německy Bunzlau) je město v Dolnoslezském vojvodství na jihozápadě Polska. Od roku 1335 do roku 1742 bylo součástí České koruny. Město má velmi zachovalé centrum. Boleslav byla po staletí městem hrnčířů a je proslulá svými keramickými dílnami doposud (boleslavská keramika, Bunzlauer Keramik, v Čechách lidově zvaná hrnky buncláky či bucláky).[zdroj?]
28. dubna 1813 zde zemřel Michail Illarionovič Kutuzov, významný ruský vojevůdce z období napoleonských válek.

## Jméno
Protože není jistá doba vzniku prvního hradiště v Boleslawci, není jisté, zda její jméno pochází od polského knížete Boleslava Vysokého (12./13. stol., vznik lokačního města) nebo od českého knížete Boleslava I., který v první polovině 10. stol. inicioval českou expanzi do Slezska. S německým jménem Boleslawce Bunzlau je spojen původ českých slov bunclík, punclík, punclák (baňatý polévaný hrnek) a bunclovka (vysoká bota).[zdroj?]

## Významní rodáci
- Martin Opitz, německy píšící barokní spisovatel, básník

## Partnerská města
- Acuto, Itálie
- Česká Lípa, Česko
- Hobro, Dánsko
- Molde, Norsko
- Nogent-sur-Marne, Francie
- Pirna, Německo
- Prnjavor, Bosna a Hercegovina
- Siegburg, Německo
- Vallecorsa, Itálie